# 周延光
周延光（？年—？年），字孚卿，號斗垣，湖廣蘄水縣（今湖北蘄春縣）人。明朝政治人物，萬曆甲辰進士。

## 生平
萬曆三十二年（1604年）甲辰科進士。初授大理寺評事，三十四年典试贵州。擢户部主事，萬曆三十六年（1608年）任浙江金華府知府。三十九年调杭州府知府，四十二年升浙江提学副使，歷浙江参政，四十七年升山東按察使。天啟元年（1621年）陞浙江右布政使。二年五月轉左布政使，四年升光禄寺卿，五年被弹劾免官。

## 家族
堂兄周應期，萬曆二十九年進士。
子之祚、之祐、之禎、之袗、之禧。